# Light Novel Award
Light Novel Award（ライトノベルアワード），是以角川集團旗下的四間出版社（角川書店、富士見書房、ASCII MediaWorks、Enterbrain）為對象，2007年開始舉辦的輕小說文學獎。

## 簡介
以四個出版社、五個文庫系列為對象，分為「戀愛喜劇」、「學園」、「動作」、「Mystery」、「改編」等部門，各選出四個作品、合計20個作品供讀者票選出各部門的大獎。

## 參與出版社
- 角川書店 - 角川Sneaker文庫
- 富士見書房 - 富士見Fantasia文庫、富士見Mystery文庫
- MediaWorks - 電擊文庫
- Enterbrain - Fami通文庫

## 2007年得獎作品
- 戀愛喜劇部門 - TIGER×DRAGON！（竹宮ゆゆこ・ヤス／電擊文庫 / 台灣國際角川書店Fantastic Novels）
- 學園部門 - 鋼殼都市雷吉歐斯（雨木シュウスケ・深遊／富士見Fantasia文庫 / 台灣國際角川書店Fantastic Novels）
- 動作部門 - 魔法人力派遣公司（三田誠・pako／角川Sneaker文庫 / 台灣國際角川書店Fantastic Novels）
- Mystery部門 - 文學少女（野村美月・竹岡美穗／Fami通文庫/尖端出版）
- 改編部門 - 魔物獵人（ゆうきりん 原作：Capcom・コヤマシゲト／Fami通文庫）

## 外部連結
- Light Novel Award （页面存档备份，存于）